# بخش میفلین (شهرستان پیک، اوهایو)
بخش میفلین (به انگلیسی: Mifflin Township) یک منطقهٔ مسکونی در ایالات متحده آمریکا است که در شهرستان پایک، اوهایو واقع شده‌است.
 بخش میفلین ۱۱۹٫۵ کیلومتر مربع مساحت و ۱٬۱۹۴ نفر جمعیت دارد و ۲۳۷ متر بالاتر از سطح دریا واقع شده‌است.